# Тейшерская, Ядвига
Ядвига Тейшерская (пол. Jadwiga Tejszerska, псевдонимы Дзуня, Глуг; родилась в 1889 году, Вильна, Российская империя — расстреляна в августе или октябре 1920 года, в районе города Молодечно под Минском, ССРБ) — польская подпольщица и курьер, комендант женского отдела Польской военной организации в Минске.

## Биография
Была членом польского харцерского движения и входила в состав II Виленской дружины имени Королевы Ядвиги. Училась в Виленском университете. Выезжала из Вильно, но вернулась туда после освобождения города польскими войсками.
Во время польско-советской войны служила во II отделе командования фронта. Выполняла поручения как курьер и связная с польским подпольем за линией фронта. Обычно ходила на задания вместе с Эльжбетой Лотакувней. В ноябре 1919 года выполняла поручения командования в Москве. По данным руководителя II разведывательного отдела ПОВ, полковника Стефана Майера, её заданием была организация диверсии поезда Льва Троцкого. При возвращении, в январе 1920 года, была взята в плен красноармейцами при попытке пересечь фронт в Смолевичах. По данным Томаша Пискорского, её выдал польский военный разведчик-еврей, ранее задержанный красноармейцами и не выдержавший пыток.
В плену её держали в Пищаловском замке, там Тейшерскую пытались перевербовать два бывших польских офицера, сотрудники ЧК, Игнатий Добржинский и Виктор Витковский. Дзуня попыталась играть в двойную игру, пробуя перевербовать одного из них. Когда её намерения были раскрыты, а также из-за приближения фронта, по разным данным в конце августа или начале октября 1920 года она была вывезена в лес в окрестностях города Молодечно и расстреляна.
Посмертно в 1931 году награждена Крестом Независимости с мечами.
В 1934 году её имя присвоено 62. варшавской харцерской дружине.